# Красимир Едрев
Красимир Едрев е български поет и публицист.

## Биография
Завършва българска филология в Шуменски университет „Епископ Константин Преславски“.
Един от основателите на Клуб за работническо литературно творчество, създаден по идея на писателя Йордан Хаджиев. Член е на Дружеството на писателите от Габровска област.
Негови текстове – публицистика и поезия, могат да бъдат открити на страниците на „Шуменски вести“, „Студентски глас“, „Габрово днес“, „100 вести“, алманах „Зорница“, алманах „Простори“, „Свободни поети в blog.bg“.
Автор и водещ на предаването „Бинокъл“ по Радио Габрово.
Първата му книга със заглавие „44“ съдържа 44 поетични и прозаични творби, отпечатани на 44 страници.
Носител е на наградата „Най-добър шуменски автор“, присъдена от Шуменския университет.